# نمایی به یک قتل
نمایی به یک قتل (به انگلیسی: A View to a Kill) فیلمی از مجموعه فیلم‌های جیمز باند و محصول سال ۱۹۸۵ به کارگردانی جان گلن است. در این فیلم بازیگرانی همچون راجر مور، کریستوفر واکن، تانیا رابرتس، گریس جونز، پاتریک مکنی، پاتریک باچائو، دیوید ییپ، ویلبی گری، آلیسون دودی، رابرت براون، دزموند لولین، لوئیز مکسول، جفری کین، والتر گوتل، فیونا فولرتن پاپیون سو سو، دولف لاندگرن و مائود آدامز ایفای نقش کرده‌اند.

## خلاصه داستان
جیمز باند به سیبری فرستاده می‌شود تا جسد ۰۰۳ را پیدا کند و یک ریزتراشه را بازیابی کند. Q ریزتراشه را تجزیه و تحلیل می‌کند و آن را کپی می‌کند که برای مقاومت در برابر پالس الکترومغناطیسی ساخته شده توسط پیمانکار دولتی Zorin Industries ساخته شده‌است. باند از میدان مسابقه اسکات بازدید می‌کند تا رئیس شرکت، مکس زورین را تماشا کند. سر گادفری تیبت، مربی اسب‌های مسابقه و مأمور MI6، معتقد است که اسب‌های زورین که به‌طور مداوم برنده می‌شوند، دارو شده‌اند، اگرچه آزمایش‌ها منفی شد. باند از طریق تیبت با کارآگاه خصوصی فرانسوی آشیل اوبرژین ملاقات می‌کند که به باند اطلاع می‌دهد که زورین در اواخر ماه یک فروش اسب برگزار می‌کند. در طول شام آنها در برج ایفلبادنجان توسط محافظ و معشوق زورین می دی ترور می‌شود که متعاقباً فرار می‌کند.
باند و تیبت برای فروش اسب به املاک زورین سفر می‌کنند. باند توسط زنی که او را رد می‌کند متحیر می‌شود. او متوجه می‌شود که زورین برای او چکی به مبلغ ۵ میلیون دلار نوشته‌است. در آن شب، باند و تیبت به آزمایشگاه زورین نفوذ می‌کنند، جایی که او در حال کاشت دستگاه‌های آزاد کننده آدرنالین در اسب‌هایش است. زورین باند را به عنوان یک مأمور معرفی می‌کند، در روز اول ماه می، تیبت را ترور می‌کند، و تلاش می‌کند تا باند را بکشد. ژنرال گوگول از کا گ ب با زورین به دلیل تلاش برای کشتن باند بدون اجازه روبرو می‌شود و فاش می‌کند که زورین در ابتدا توسط کا گ ب آموزش دیده و تأمین مالی شده بود، اما اکنون سرکش شده‌است. بعداً، زورین طرح خود را برای نابودی سیلیکون ولی در اختیار گروهی از سرمایه گذاران قرار می‌دهد که به او و سرمایه گذاران بالقوه انحصار تولید ریزتراشه را می‌دهد.
باند به سانفرانسیسکو سفر می‌کند و با مأمور سیا، چاک لی ملاقات می‌کند، که می‌گوید زورین محصول آزمایش پزشکی با استروئیدها است که توسط دکتر کارل مورتنر، دانشمند نازی که اکنون دامپزشک و مشاور اسب‌های مسابقه ای زورین است، انجام شده‌است. باند سپس یک دکل نفتی نزدیک متعلق به زورین را بررسی می‌کند و در حالی که در آنجا مأمور KGB پولا ایوانووا را در حال ضبط مکالمات و شریک زندگی او، کلوتوف، می‌یابد که مواد منفجره را روی دکل قرار می‌دهد. کلوتوف توسط نگهبانان زورین دستگیر و کشته می‌شود، اما ایوانووا و باند فرار می‌کنند. بعداً ایوانووا ضبط را می‌گیرد اما متوجه می‌شود که باند نوار را با یکی از موسیقی‌های ژاپنی تغییر داده‌است.
باند زمین‌شناس ایالتی، استیسی ساتون، زنی را که زورین تلاش کرد تاوانش را بپردازد، دنبال می‌کند و متوجه می‌شود که زورین در تلاش است تا تجارت نفت خانواده اش را بخرد. این دو به تالار شهر سانفرانسیسکو سفر می کنندبرای بررسی طرح‌های ارسالی زورین. اول ماه می، لی را در خانه استیسی می‌کشد، بی آنکه باند و استیسی بدانند. پس از اطلاع از حضور آنها، زورین پس از اخراج استیسی به دلیل دخالت در نقشه زورین، سیاستمدار دوربرگردان WG Howe را می‌کشد، باند و استیسی را در آسانسوری بین طبقات به دام می‌اندازد و ساختمان را به آتش می‌کشد تا هر دو آنها را برای قتل قتل کنند و آنها را بکشد. . پس از یک فرار دراماتیک از چاه‌های آسانسور در حال سوختن به پشت بام، باند استیسی را از نردبان ماشین آتش‌نشانی پایین می‌آورد تا باند به خاطر قتل لی و هاو دستگیر شود. باند و استیسی با ماشین آتش‌نشانی از دست پلیس به معدن زورین فرار می‌کنند.
باند و استیسی با نفوذ به معدن زورین، نقشه او را برای منفجر کردن مواد منفجره در زیر دریاچه‌های امتداد گسل‌های هایوارد و سن آندریاس کشف می‌کنند که باعث می‌شود آن‌ها سیل و دره سیلیکون را زیر آب ببرند. یک بمب بزرگتر نیز در معدن وجود دارد تا «قفل زمین‌شناسی» را که از حرکت همزمان دو گسل جلوگیری می‌کند، از بین ببرد. زورین و رئیس امنیتی او اسکارپین به محض قرار گرفتن در معدن، کارگران را می‌کشند، از جمله باب کانلی زمین‌شناس زورین، جنی فلکس و پان هو، همگروهان روز اول ماه مه. استیسی فرار می‌کند در حالی که باند با روز اول ماه می مبارزه می‌کند. پس از اینکه زورین او را رها می‌کند، به باند کمک می‌کند تا بمب بزرگ‌تر را بردارد، دستگاه را روی یک ماشین دستی قرار داده و از مین خارج می‌کند، جایی که منفجر می‌شود و او را می‌کشد.
زورین که با کشتی هوایی خود با اسکارپین و مورتنر فرار می‌کند، استیسی را می‌رباید در حالی که باند طناب پهلوگیری کشتی هوایی را می‌گیرد. زورین سعی می‌کند او را به زمین بزند، اما باند کشتی هوایی را به چارچوب پل گلدن گیت می‌بندد. استیسی برای نجات باند به زورین حمله می‌کند و در فرکاس، مورتنر و اسکارپین موقتاً ناک اوت می‌شوند. استیسی فرار می‌کند و به باند روی پل می‌پیوندد، اما زورین با تبر آنها را تعقیب می‌کند. دعوای متعاقب آن بین زورین و باند با سقوط زورین در آب پایین به مرگ او ختم می‌شود. مورتنر سعی می‌کند باند را با دینامیت بکشد، اما باند کشتی هوایی را آزاد می‌کند و باعث می‌شود که مورتنر دینامیت را در کابین رها کند، در نتیجه آن به سرعت منفجر می‌شود، کشتی هوایی را منفجر می‌کند و خود و اسکارپین را می‌کشد. بعدها ژنرال گوگول نشان لنین را به باند اعطا کرد.

## بازیگران
- - راجر مور در نقش جیمز باند، مأمور مخفی MI6
- تانیا رابرتز در نقش استیسی ساتون، نوه یک سرمایه‌دار نفتی که شرکت او توسط زورین تصاحب می‌شود.
- گریس جونز در نقش می دی، معشوق زورین.
- پاتریک مکنی در نقش سر گادفری تیبت، متحد باند، مربی اسبی که به او کمک می‌کند تا به قلعه و اصطبل زورین نفوذ کند.
- کریستوفر واکن در نقش مکس زورین: یک صنعت‌گر روان‌پریش، محصول یک آزمایش ژنتیکی نازی‌ها، که قصد دارد سیلیکون ولی را نابود کند تا در بازار ریزتراشه‌ها انحصار پیدا کند.
- پاتریک باچائو در نقش اسکارپین، همکار وفادار قاتل زورین.
- دیوید ییپ در نقش چاک لی، یک مأمور سیا که به باند و ساتون در سانفرانسیسکو کمک می‌کند.
- دزموند لولین به عنوان کیو، افسر MI6 مسئول بخش تحقیق و توسعه. او ۰۰۷ را با تجهیزات خود برای مأموریت خود تأمین می‌کند.
- رابرت براون در نقش ام، رئیس MI6.
- والتر گوتل در نقش ژنرال آناتولی گوگول، رئیس KGB
- لوئیز ماکسول در نقش خانم مانی پنی، منشی ام.
- جفری کین در نقش فردریک گری (معتبر به عنوان وزیر دفاع)، وزیر دفاع بریتانیا.
- ویلوبی گری در نقش دکتر کارل مورتنر، سابقاً هانس گلاب، دانشمند نازی و پدر زورین.
- منینگ ردوود در نقش باب کانلی، مهندس ارشد معدن زورین که منافع نفتی او را در خلیج شرقی مدیریت می‌کند.
- آلیسون دودی در نقش جنی فلکس، یکی از دستیاران ماه می که اغلب با پان هو دیده می‌شود.
- پاپیلون سو سو در نقش پان هو، یکی از دستیاران روز اول ماه مه.
- فیونا فولرتون در نقش پولا ایوانووا، یک مأمور KGB که باند شناخته می‌شود، توسط گوگول برای جاسوسی از زورین فرستاده شده‌است.
- دولف لوندگرن در نقش ونز، سرسپردهٔ KGB.